# Ambalaj

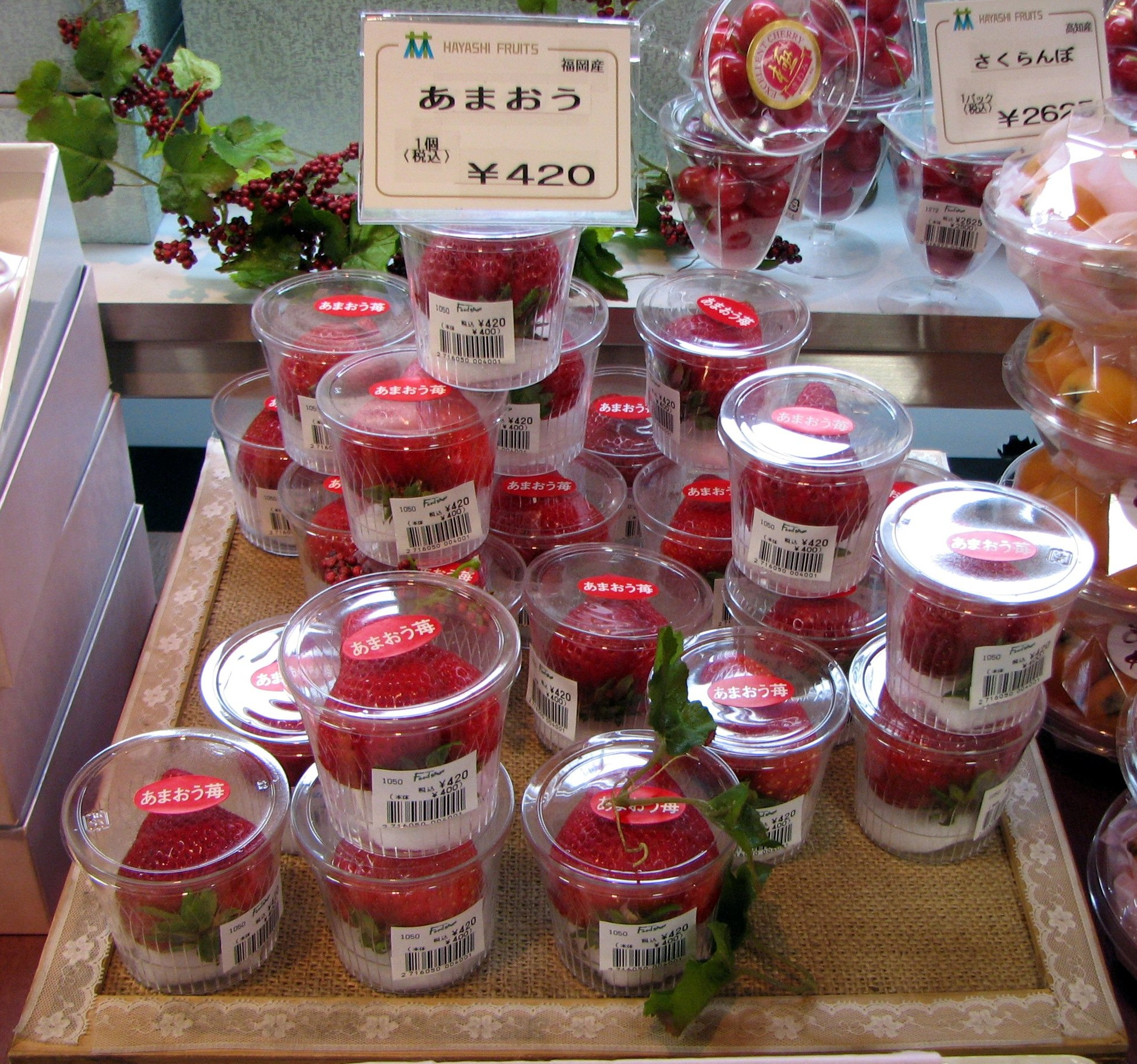
Ambalaje din materiale plastice pentru produse alimentare

Ambalajul este un material (hârtie, carton, masă plastică etc.) în care se împachetează ceva pentru a fi păstrat sau transportat. Ambalajul conține, protejează, conservă, transportă, informează și vinde.
Etichetarea (în engleza britanică labelling) sau etichetarea ambalajului (în engleza americană package labeling) este orice comunicare scrisă, electronică sau grafică pe ambalaj sau pe o etichetă separată, dar asociată.

## Istoricul

### Epoca antică

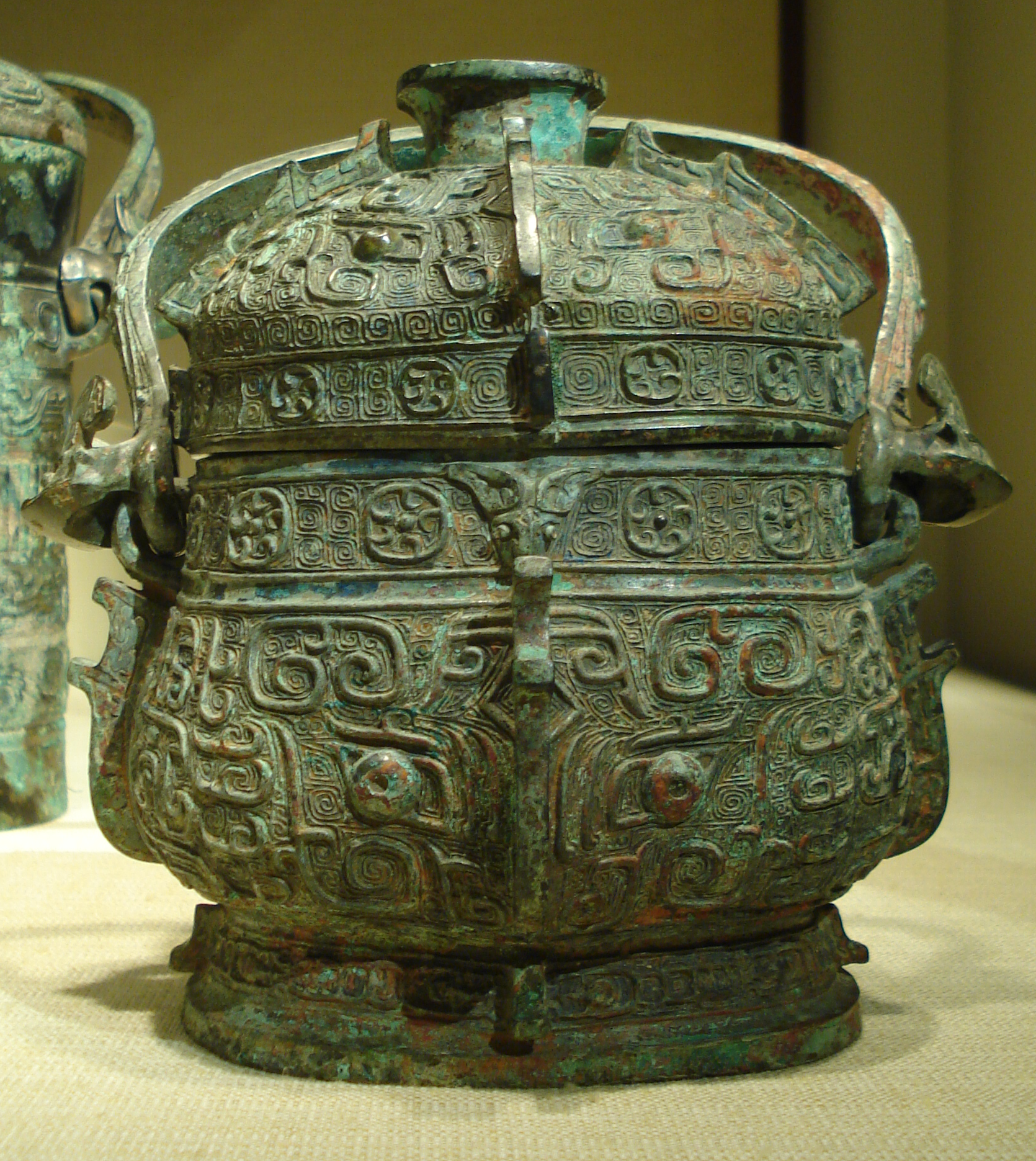
Container de vin din bronz din secolul al IX-lea î.en.

Primele ambalaje au folosit materiale naturale disponibile la vremea respectivă: coșuri de trestie, sticle de vin, cutii din lemn, vase de ceramică, amfore de ceramică, butoaie din lemn, saci țesuți etc. Materialele prelucrate au fost utilizate pentru a forma pachete așa cum au fost dezvoltate: de exemplu, vase de sticlă timpurie și bronz. Studiul pachetelor vechi este un aspect important al arheologiei.

### Era moderna

#### Conservarea alimentelor în cutii metalice
Folosirea plăcii de tablă pentru ambalare datează din secolul al XVIII-lea. Fabricarea de tablă a fost mult timp un monopol al Boemiei; în 1667 Andrew Yarranton, un inginer englez, și Ambrose Crowley a adus metoda în Anglia, unde a fost îmbunătățită de fabricanții de fierărie, inclusiv Philip Foley. Până în 1697, John Hanbury a avut o fabrică de laminare la Pontypool pentru a face "Plăci Pontypoole". Metoda pionieră acolo a laminării plăcilor de fier prin intermediul cilindrilor a permis producerea unor plăci negre mai uniforme decât a fost posibil cu practica anterioară de ciocanire.

#### Păstrarea

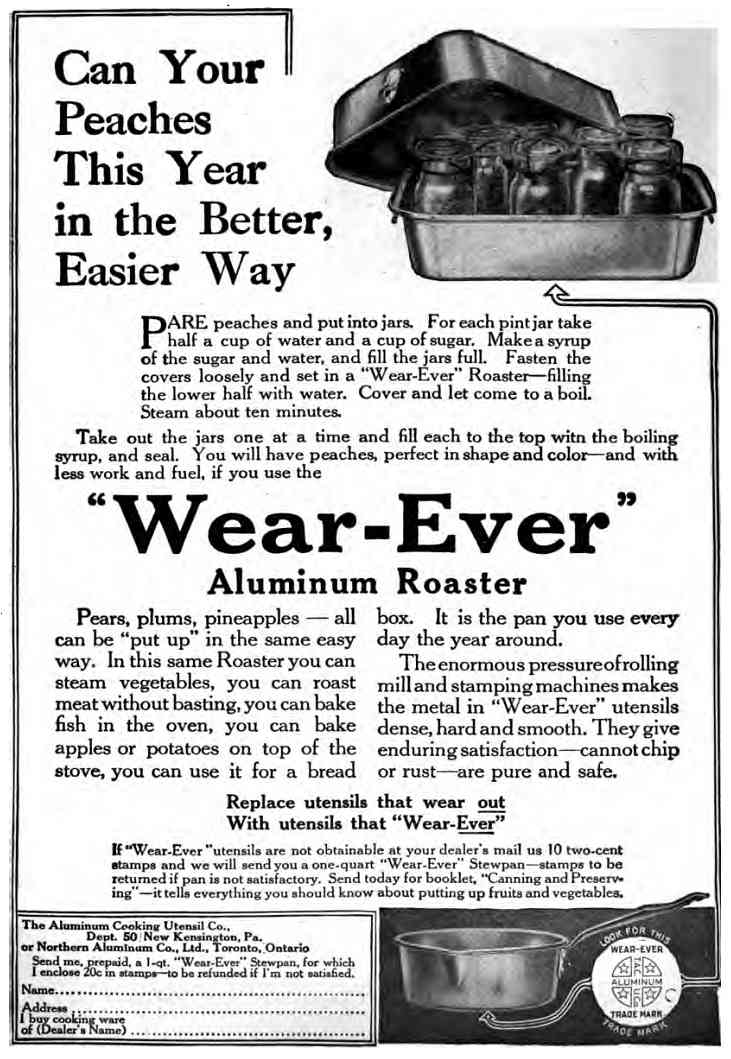
Publicitate în revista din 1914 pentru vase de copt cu instrucțiuni pentru conservarea acasă.

Odată cu descoperirea importanței containerelor etanșe pentru conservarea alimentelor de către inventatorul francez Nicholas Appert, procesul de conservare în carton a fost brevetat de comerciantul britanic Peter Durand în 1810.

#### Ambalaje pe bază de hârtie
Cutiile asamblate au fost folosite pentru prima dată în secolul al XVI-lea, iar cutiile moderne de pliere datează din 1839. Prima cutie ondulată a fost produsă comercial în 1817 în Anglia. Hârtie gofrată (numită și pliată) a primit un brevet britanic în 1856 și a fost utilizată ca o căptușeală pentru pălării înalte.

### Secolul al XX-lea
Avansurile de ambalare la începutul secolului al XX-lea au inclus închiderile de bachelită pe sticle, suprapunerile de celofan transparente și panourile pe cutii de carton. Aceste inovații au sporit eficiența procesării și îmbunătățirea siguranței alimentare. Deoarece au fost dezvoltate materiale suplimentare precum aluminiu și mai multe tipuri de plastic, acestea au fost încorporate în pachete pentru a îmbunătăți performanța și funcționalitatea.

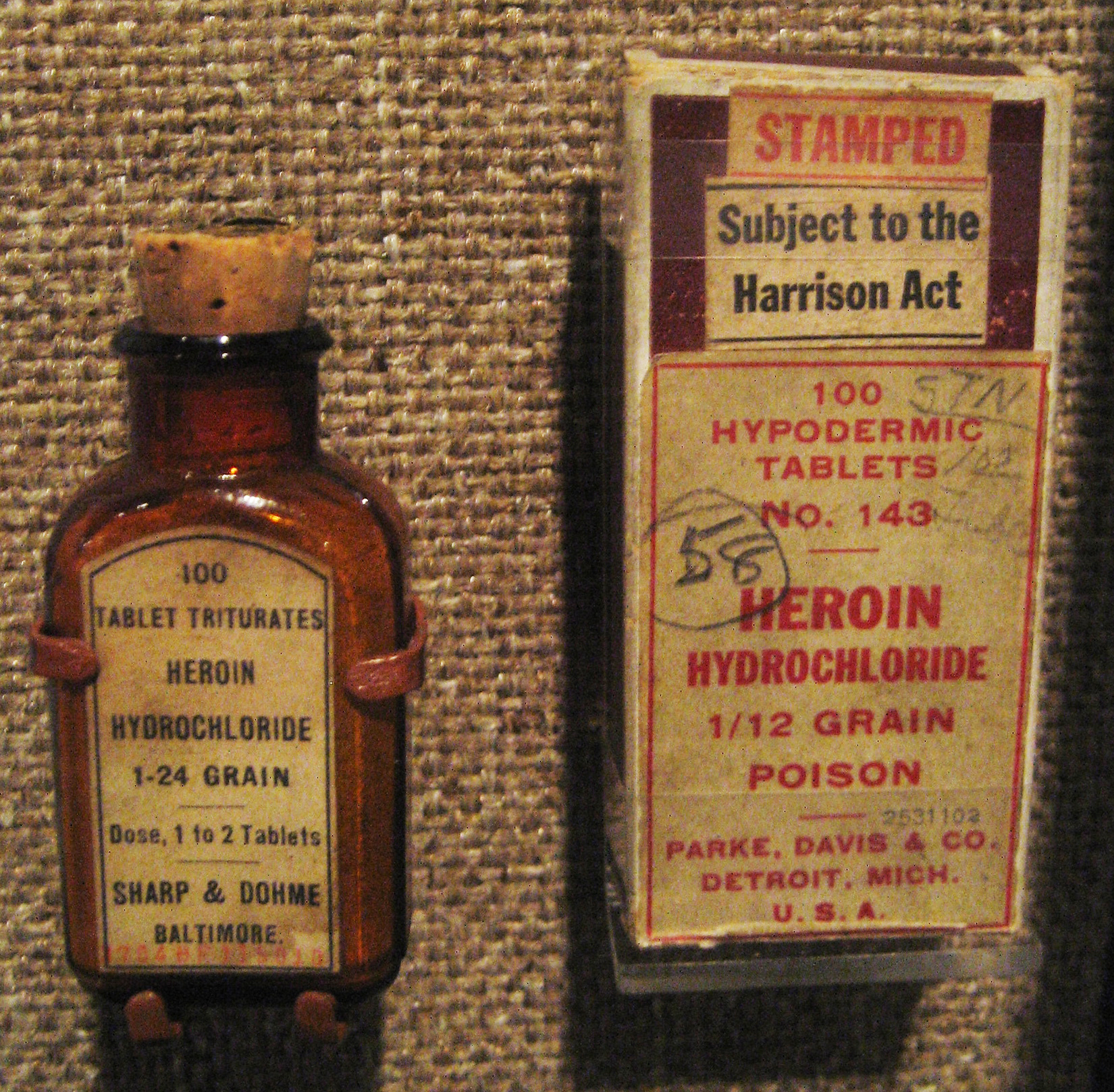
Ambalajul pentru Heroină în sticla și carton, începutul secolului al XX-lea.

## Clasificare
Ambalajele se clasifică în funcție de mai multe criterii, care sunt utilizate frecvent în practică:
- după modul de folosire:
  - de unică folosință
  - refolosibile (returnabile)

- după materialul folosit în confecționarea ambalajelor:
  - ambalaje din hârtie și carton;
  - ambalaje din sticlă;
  - ambalaje din metal;
  - ambalaje din materiale plastice;
  - ambalaje din lemn, înlocuitori din lemn și împletituri;
  - ambalaje din materiale textile;
  - ambalaje din materiale complexe.

- după sistemul de confecționare:
  - ambalaje fixe;
  - ambalaje demontabile;
  - ambalaje pliabile.

- după tip:
  - plicuri;
  - pungi;
  - plase;
  - lăzi;
  - cutii;
  - flacoane;
  - borcane etc.

- după domeniul de utilizare:
  - ambalaje de transport;
  - ambalaje de desfacere și prezentare.

- după specificul produsului ambalat:
  - ambalaje pentru produse alimentare;
  - ambalaje pentru produse nealimentare;
  - ambalaje pentru produse periculoase;
  - ambalaje individuale;
  - ambalaje colective.

- după gradul de rigiditate:
  - ambalaje rigide;
  - ambalaje semirigide;
  - ambalaje suple.

- după modul de circulație al ambalajului:
  - ambalaje refolosibile;
  - ambalaje nerefolosibile – tip pierdut.

- după sistemul de circulație:
  - sistem de restituire a ambalajelor;
  - sistem de vânzare – cumpărare a ambalajelor.

- după sistemul de confecționare:
  - ambalaje fixe;
  - ambalaje demontabile;
  - ambalaje pliante.

- după căile de transport:
  - ambalaje pentru transport terestru;
  - ambalaje pentru transport fluvial-maritim;
  - ambalaje pentru transport aerian.

- după destinație:
  - ambalaje pentru piața externă;
  - ambalaje pentru piața internă.